# Fran Vanhoutte
Fran Vanhoutte (24 mei 2003) is een Belgische inline-skatester en  langebaanschaatsster. Ze begon met skeeleren en stapte in navolging van haar zus Stien in het seizoen 2018-2019 ook op het ijs.
In 2020 nam ze deel aan de Winter Youth Olympics op de 1500 meter, de teamsprint en de massastart. Haar serie van drie gouden medailles, op het Europese inline kampioenschap junioren in 2021, werd ruw onderbroken door een zware valpartij. Het Wereldkampioenschap junioren begon ze met een vijfde plek, waarna ze twee keer brons won. In het najaar van 2021 reed ze op het ijs Belgische juniorenrecords op de 500, 1000 en 1500 meter. Op 5 december won ze in Inzell het brons op de massastart. Dit was de eerste Belgische medaille in de wereldbeker voor junioren. Vanaf seizoen 2022-2023 rijdt ze marathons bij de ploeg A6.nl. Een vierde plek bij de beloftendames in Tilburg in januari 2023, was tot maart 2024 haar beste prestatie.
In december 2023 debuteerde Vanhoutte in de wereldbeker bij de senioren in het Poolse Tomaszów Mazowiecki. Ze werd derde in de massastart en mocht daarmee direct door naar de A-groep in Calgary. Later dat seizoen reed ze tijdens de Europese kampioenschappen afstanden 2024, de 500m, 1000m en de massastart. Op de WK afstanden deed ze mee aan de massastart.

## Langebaanschaatsen

### Persoonlijke records
| Afstand    | Tijd    | Datum            | Baan      |
| ---------- | ------- | ---------------- | --------- |
| 500 meter  | 38,40   | 26 januari 2025  | Calgary   |
| 1000 meter | 1.16,62 | 1 februari 2025  | Milwaukee |
| 1500 meter | 2.03,83 | 27 oktober 2024  | Inzell    |
| 3000 meter | 4.45,75 | 29 december 2021 | Erfurt    |

(laatst bijgewerkt: 1 februari 2025)

### Resultaten
| Jaar | EK Sprint               | WK Afstanden            | WK Junioren                                |
| ---- | ----------------------- | ----------------------- | ------------------------------------------ |
| 2022 |                         |                         | 24e 500m 32e 1000m 15e 1500m 9e massastart |
|      |                         |                         |                                            |
| 2024 |                         | 12e massastart          |                                            |
| 2025 | 12e (11e, 15e, 8e, 11e) | 21e 500m 10e massastart |                                            |

## Resultaten inlineskaten

### Wereldkampioenschappen
- WK 2021  Ibagué - junioren: 2 x  1000 m baan (ondanks hindering), 15 km afvalkoers weg (in de regen)

### Europese kampioenschappen
- EK 2021  Canelas en Estarreja - junioren: 3 x  daarna door val uitgeschakeld